# DAW Books
DAW Books è una casa editrice statunitense specializzata nella pubblicazione di libri fantasy e di fantascienza, fondata dallo scrittore Donald A. Wollheim insieme alla moglie Elsie B. Wollheim, in seguito al suo abbandono di Ace Books nel 1971.
La società afferma di essere "la prima casa editrice mai dedicata esclusivamente alla fantascienza e al fantasy". Il primo libro pubblicato è stata la raccolta di racconti del 1972 Spell of the Witch World di Andre Norton.
Nei suoi primi anni sotto la guida di Wollheim e sua moglie, DAW si è guadagnata la reputazione di pubblicare opere di fantascienza e fantasy popolari, anche se non sempre acclamate dalla critica. Tuttavia, negli anni '70 la società ha pubblicato numerosi libri di autori premiati come Marion Zimmer Bradley, Fritz Leiber, Edward Llewellyn, Jerry Pournelle, Roger Zelazny e molti altri. Nel 1982 Downbelow Station di C. J. Cherryh è stato il primo libro della DAW Books a vincere l'Hugo Award per il miglior romanzo.
Fino al giugno 1984, tutti i libri DAW erano caratterizzati da dorsi gialli e una copertina gialla prominente contenente il logo dell'azienda e un numero di pubblicazione cronologico. Quando il design è stato modificato, il numero cronologico è stato mantenuto, ma spostato nella pagina del copyright e ribattezzato DAW Collectors' Book Number. Sebbene abbia un rapporto di distribuzione con Penguin Group e abbia sede negli uffici di Penguin USA a New York, DAW è editorialmente indipendente e strettamente controllata dai suoi attuali editori, Betsy Wollheim (la figlia di Donald) e Sheila E. Gilbert.
Nel luglio 2022, DAW è stata acquisita da Astra Publishing.